# 王箴輿
王箴舆，字敬倚，號孟亭，江蘇寶應縣人。清朝政治人物。王式丹孙。康熙壬辰進士，乾隆初官至衛輝府知府。

## 生平
康熙五十一年（1712年）壬辰科进士，历官河南渑池县知县，雍正四年（1726年）在旧察院建韶山书院。升卫辉府知府。乾隆二年（1737年）於府城南关朝阳寺前立源泉书院坊。

## 著作
王箴輿工诗，与袁枚交好。有《孟亭编年诗》。

## 轶事
袁枚《隨園食單》中詳細記載了王箴輿自祖父傳承而來的八寶豆腐做法。此豆腐傳爲康熙帝御賜尚書徐學之物，王式丹是其門生，故得之。袁枚對王箴輿家宴之炒瓢菜心亦有描述。